# Långtjärnskogen
Långtjärnskogen är ett naturreservat i Vindelns kommun i Västerbottens län.
Området är naturskyddat sedan 2009 och är 118 hektar stort. Reservatet omfattar nordvästra delen av Långtjärnberget, Långtjärnen nedanför och bäckar om myrmarker norr om dessa. Reservatet besår av tall i sluttningen och gran på de flacka partierna.